# Stazione di Rimini Viserba
Stazione di Rimini Viserba vasútállomás Olaszországban, Rimini településen.

## Vasútvonalak
Az állomást az alábbi vasútvonalak érintik:
- Ferrara–Rimini-vasútvonal

## Kapcsolódó állomások
A vasútállomáshoz az alábbi állomások vannak a legközelebb:
- Stazione di Rimini Torre Pedrera
- Stazione di Rimini